# Кунденко Володимир Іванович
Володи́мир Іва́нович Кунде́нко (26 липня 1980 — 4 жовтня 2014) — сержант Збройних сил України, учасник російсько-української війни. Один із «кіборгів».

## Життєвий шлях
Народився 1980 року в селі Красний Колядин (Талалаївський район, Чернігівська область). Навчався в Талалаївській школі; 2002 року закінчив Бобровицький сільськогосподарський технікум; працював головним зоотехніком в агрофірмі «Обрій LTD» у селі Харкове (Талалаївський район).
Призваний за мобілізацією 22 березня 2014-го, командир танку 1-ї окремої гвардійської танкової бригади.
Загинув у районі аеропорту Донецька — російськими терористами було підбито танк Володимира, який їхав в колоні. Більше тижня до танка не могли підійти, щоб вивезти останки. Тоді ж полягли Станіслав Кривонос та Юрій Костюченко.
Похований 31 жовтня 2014-го в селі Харкове.
Без Володимира лишились дружина та двоє маленьких синів.

## Нагороди та вшанування
За особисту мужність і героїзм, виявлені у захисті державного суверенітету та територіальної цілісності України, вірність військовій присязі під час російсько-української війни, відзначений — нагороджений
- 15 травня 2015 року — орденом «За мужність» III ступеня (посмертно)[2]
- нагрудним знаком «За оборону Донецького аеропорту» (посмертно).
- 30 листопада 2021 року — Почесна відзнака Чернігівської обласної ради «За мужність і вірність Україні»[3].
- Його портрет розміщений на меморіалі «Стіна пам'яті полеглих за Україну» у Києві: секція 4, ряд 1, місце 38
- Вшановується 4 жовтня на щоденному церемоніалі вшанування українських захисників, які загинули цього дня в різні роки внаслідок російської збройної агресії[4]